# アマンジーヌ・ブルジョワ
アマンジーヌ・ブルジョワ（フランス語: Amandine Bourgeois、1979年6月12日 - ）は、フランスの歌手である。
2008年6月にポップアイドルのフランス版・ヌーヴェル・スター第6期で優勝したことにより歌手としてデビューした。2013年5月にスウェーデン・マルメで開催された2013年のユーロビジョン・ソング・コンテストにおいてフランス代表を務める。

## 来歴
1979年6月12日、アングレームにてギタリストと看護師の娘として生まれる。父親の影響を受けてベースギターなどを演奏し、ニース地方音楽院に9年間通う。16歳のときにロック・バンドを結成して活動する。その後イギリスやバレアレス諸島の高級ホテルに勤務するが、再び音楽の道を志してトゥルヌフイユに移る。アルビ、ガヤック、トゥールーズなどの近隣都市を活動範囲としてロック・バンド「Tess」、およびファンク・ソウル・グループ「Zia」として活動する。2003年、トゥールーズにてエレーヌ・ロレのアルバム『Tourner la page』の製作にヴォーカリストとして全面的に関与する。その後バンド・ゴールド (バンド)のコンサートに加わったり、2005年のミュージカル「Le Casting」や2006年のロック・オペラ「The Wall」の主演を務めるなどする。グループ「Zia」でのロックおよびブラック・ミュージックの活動はその後も続いた。また、ギヨーム・スラン（Guillaume Soulan）やジェ・アメジ（Djé Amedji）といったアーティストと共同してアルバム『Tous des Stars』の製作にあたった。
2007年、MySpace上の特設サイトを通じてオーディション番組・ヌーヴェル・スターに挑戦、トゥールーズでのオーディションを経て番組への出場を果たす。その後決勝まで勝ち進み、2008年6月11日にアマンジーヌは優勝者となる。ソニー・ミュージックと契約してアルバム『20m2』を発売、全国をツアーする。
2013年1月22日、フランス・テレビジョンの内部選考により、ユーロビジョン・ソング・コンテスト2013のフランス代表に選出されたことが発表された。2013年5月にスウェーデンのマルメで開催される同大会にて、フランス代表として代表曲「L'enfer et moi」を歌う。

## アルバム
- 20m2（2009年）

| 国                        | チャート順位 | 認定 |
| ------------------------- | ------------ | ---- |
| フランス                  | 5            |      |
| フランス （ダウンロード） | 2            | -    |
| ベルギー                  | 8            | -    |
| スイス                    | 22           | -    |

- Sans amour Mon amour（2012年）